# Староянбаєво
Староянбаєво (рос. Староянбаево, башк. Иҫке Янбай) — присілок у складі Балтачевського району Башкортостану, Росія. Адміністративний центр Староянбаєвської сільської ради.
Населення — 325 осіб (2010; 360 2002).
Національний склад:
- башкири — 62 %
- татари — 38 %